# Устроне (Любінський повіт)
Устроне (пол. Ustronie, нім. Talbendorf) — село в Польщі, у гміні Любін Любінського повіту Нижньосілезького воєводства.
Населення — 89 осіб (2011).
У 1975-1998 роках село належало до Легницького воєводства.

## Демографія
Демографічна структура станом на 31 березня 2011 року:
|          | Загалом | Допрацездатний вік | Працездатний вік | Постпрацездатний вік |
| -------- | ------- | ------------------ | ---------------- | -------------------- |
| Чоловіки | 45      | 8                  | 31               | 6                    |
| Жінки    | 44      | 12                 | 20               | 12                   |
| Разом    | 89      | 20                 | 51               | 18                   |